# درومور، کاونتی تایرون
درومور (به انگلیسی: Dromore) یک روستا در بریتانیا است. درومور ۱٬۲۵۸ نفر جمعیت دارد.